# Angel/Dust
Angel/Dust (укр. Ангельський Пил) — сьодзьо-аі фентезі-манґа, намальована манґакою під псевдонімом «Аоі Нанасе», про японську дівчинку і її романтичні пригоди.

## Сюжет
- 1 частина

Юіна Хаторі — звичайна нічим не примітна дівчина, що завжди намагалась уникати усіх можливих проблем. Однак, одного разу з неба прямісінько їй в обійми падає «ангел», який насправді є свого роду біодроідом, що назвався Емлятором, Серафим. Так почалась історія дружби, сповненої ніжними почуттями, ревнощами та протистоянням щодо давньої подруги Юіни та її «Емулятора», Люцифера.
Юіна, врешті усвідомлює, що її життя набуло особливого змісту і протистоючи Люциферу з часом закохується в Серафим.
- 2 частина

І знову знайома історія про вічні пошуки загубленного Едему та прагнення людини взяти на себе роль Бога. І все ж історія не навчила людей бути скромнішими в своїх бажаннях змінити світ по своєму.
Сиквел роботи Аоі Нанасе до твору «Angel Dust».